# 小林為太郎
小林為太郎（こばやし ためたろう、1908年4月10日 - 1985年11月12日）は、日本の弁護士である。
高知県幡多郡下川口村大津（現在の土佐清水市）出身。旧姓・上岡為太郎。長男は元・タレント漫才師の上岡龍太郎。映画監督の小林聖太郎、兄弟お笑いコンビのミキは孫に当たる。

## 来歴・人物
1908年（明治41年）4月10日、上岡岩吉、マサノの三男として出生。高等小学校卒業後、しばらく村の三等郵便局に勤務するが、18歳までサツマイモを作ったり、テングサをとったりイカ釣りをしていた。その間、独学で小学校教員資格試験を三度受験する。
1926年（大正15年）3月、働きながら勉学する決心をして高知市に出る。キリスト教系団体によって運営されていた『学生労働会』に入り、牛乳配達をしながら自学する。近郷出身の幸徳秋水が幸徳事件で刑死したことや、普通選挙法目前にした大正デモクラシーの影響を受け、マルクス主義に近づいていく。同年8月、高知県立城北中学（現・高知県立高知小津高等学校）二年の編入試験に合格。（旧制）中学生となりますますマルクス主義の影響を受け、『学生労働会』で行われるキリスト教の集会や礼拝を嫌った結果、「反宗教的行動」として追放される。
1930年（昭和5年）3月に城北中学を卒業して4月に高知高等学校に入学する。高校では弁論部に入部した。二年の時に左翼雑誌『戦旗』を購読していたとして検挙され、学校側から謹慎を申しつけられる。「左翼運動を行わないならば月謝を免除する」と告げられるが「青春と月謝を肩代わりできない」と拒絶する。
1933年（昭和8年）、高知高等学校を卒業し、京都帝国大学法学部に入学する。5月、滝川事件が起こる。7月、学生集会で「罷免教授を中心に自由学園を作るというのは敗北主義だ」と演説。この頃から弁護士になることを目指す。
1936年（昭和11年）、京都帝国大学を卒業する。極端な不況の中、岐阜市役所に就職するが、勉強する時間がとれないため、京都市の小学校代用教員となり京都に戻る。
1937年（昭和12年）、宮崎県の生糸問屋の一人娘、小林タマと結婚。小林家に養子に入る。刑法研究の名目で京都帝大大学院に入り司法試験（当時は高等文官試験の司法科）の勉強を続ける。
1939年（昭和14年）4月、臨時召集により熊本にあった第六騎兵連隊に赴くが、体重超過（25貫・約94㎏）のため即日帰京した。1940年（昭和15年）、司法試験に合格する。大阪弁護士会の高山義三（のちに京都市長）法律事務所に試補として入る。
1942年（昭和17年）3月、長男・龍太郎が誕生。7月、大阪弁護士会に登録した。
1944年（昭和19年）10月、家族を宮崎に疎開させる。1945年（昭和20年）、京都弁護士会に登録変更。終戦後に再建された共産党京都地方委員会の小松雄一郎から入党の勧誘を受けるが、このときは「政治活動未経験で旧憲法下で獄中生活もしていない私のような小市民よりも、労働者農民学生を加入させるべき」と、京都大学学生の若杉光夫（のちに映画監督）を推薦した。
1946年（昭和21年）1月、共産党に入党する。4月、新選挙法による第22回衆議院議員総選挙に共産党公認候補として京都全府1区（この選挙は大選挙区制）に立候補する。宮崎に小林家が所有していた宅地を売り払い共産党に1万5千円納入するが、初めは党主催の演説会に出席を許されないなど優遇されず、最終的に二名連記制の選挙区に共産党は3人目の候補を擁立。天皇制廃止と隠退蔵物資の摘発を主意にした演説を繰り返すが僅か1万400票しか得られずに落選した。この年、自由法曹団に入団する。
1947年（昭和22年）4月、戦後二回目となる第23回衆議院議員総選挙に再び出馬する。中選挙区制の導入で二区制になった京都1区から立候補した。選挙運動中に米軍に引致され日独会館の一室に一晩抑留される。1万400票の次次点で落選。「共産党候補でいると好きな酒もつつしまねばならぬし服装も何事もキチンと整えていかねばならな」い気苦しさから候補者を辞任する。
この頃より、能勢克男弁護士とともに京都における市民・労働者・学生・農民・在日朝鮮人などに対する弾圧、人権抑圧に関わる諸事件を一手に引き受け、京都府下はもとより、滋賀県、福井県でも活動した。1960年に柴田・莇法律事務所が開設されるまでの京都における民主的法曹の中心的役割を果たした。時には交通費食費に至るまで自弁で弁護を引き受けたが、弁護料を支払わずとも、事件の節目に挨拶しない依頼者を叱ったという。
1954年（昭和29年）7月、妻のタマが乳癌のため死去する。
1963年（昭和38年）2月、自由法曹団京都支部結成の呼びかけ人となり同団支部の基礎を形作る。また、京都法曹ペンクラブ発行「スバル」「土曜日」等に多数の随筆、短歌などを発表した。
1985年（昭和60年）11月12日、炬燵でテレビの大相撲中継を見ている最中に死亡。最後の言葉は「朝潮が勝った」。

## 担当した主な事件名
- 中京税務署前事件（ドブロク摘発に端を発した税務署の不当な捜査・押収に抗議した在日朝鮮人数百名に対する弾圧）
- 上京税務署事件（強行徴税に抗議）
- 反米ビラ、反戦ビラに対する占領軍軍事裁判9件
- 第二日赤争議事件
- ウトロ軍事予算反対事件
- 公衆浴場事件
- 大津志賀工業刑事事件
- 福井市大野鉱山ストライキ弾圧事件
- 府立医大争議刑事事件
- 武生裁判所放火事件
- レッドパージ抗議行動に対する弾圧（住居侵入、傷害など6件）
- レッドパージ解雇無効などの民事訴訟（30企業300件）
- 公安条例事件
- 円山事件
- 政令三二五事件
- 京交ストライキに対する政令二〇一号事件
- 京都メーデー事件
- 破防法反対デモ事件
- 供出米闘争事件
- 荒神橋事件
- 京大瀧川事件（第二次瀧川事件）
- 京教組旭ヶ丘事件
- 山城高校事件
- 府職労安保事件